# Va, pensiero

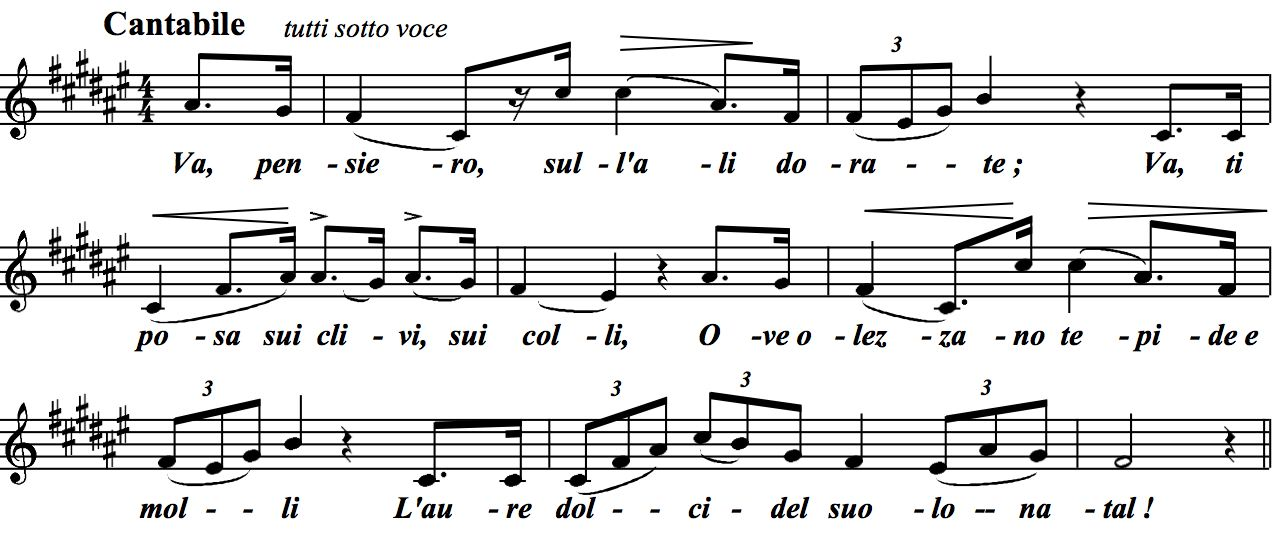
Erste Strophe von Va, pensiero

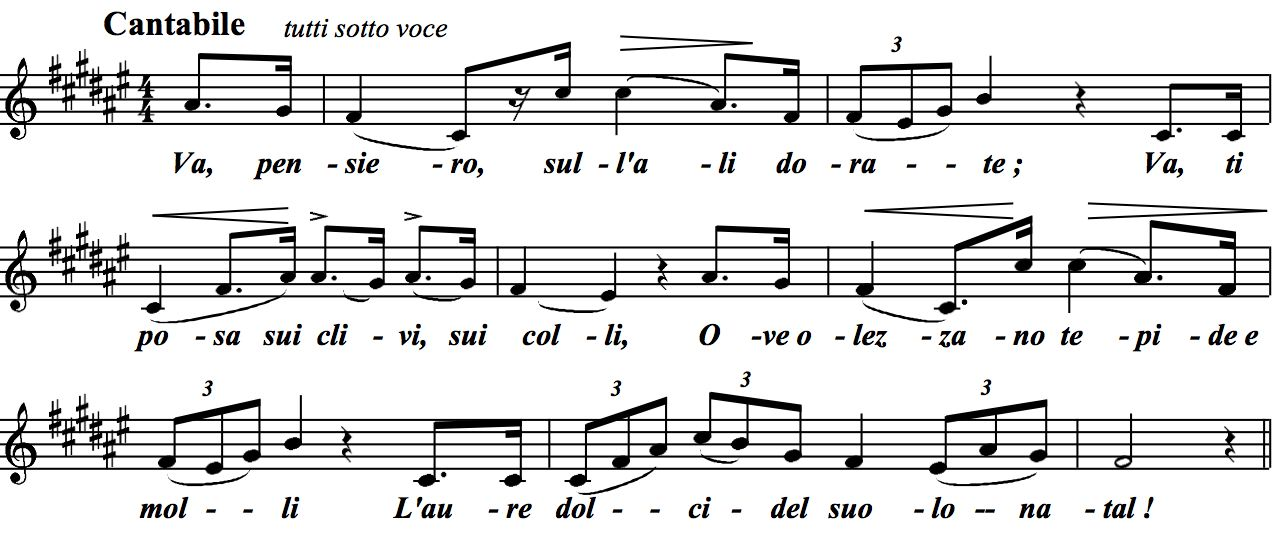
Erste Strophe von Va, pensiero

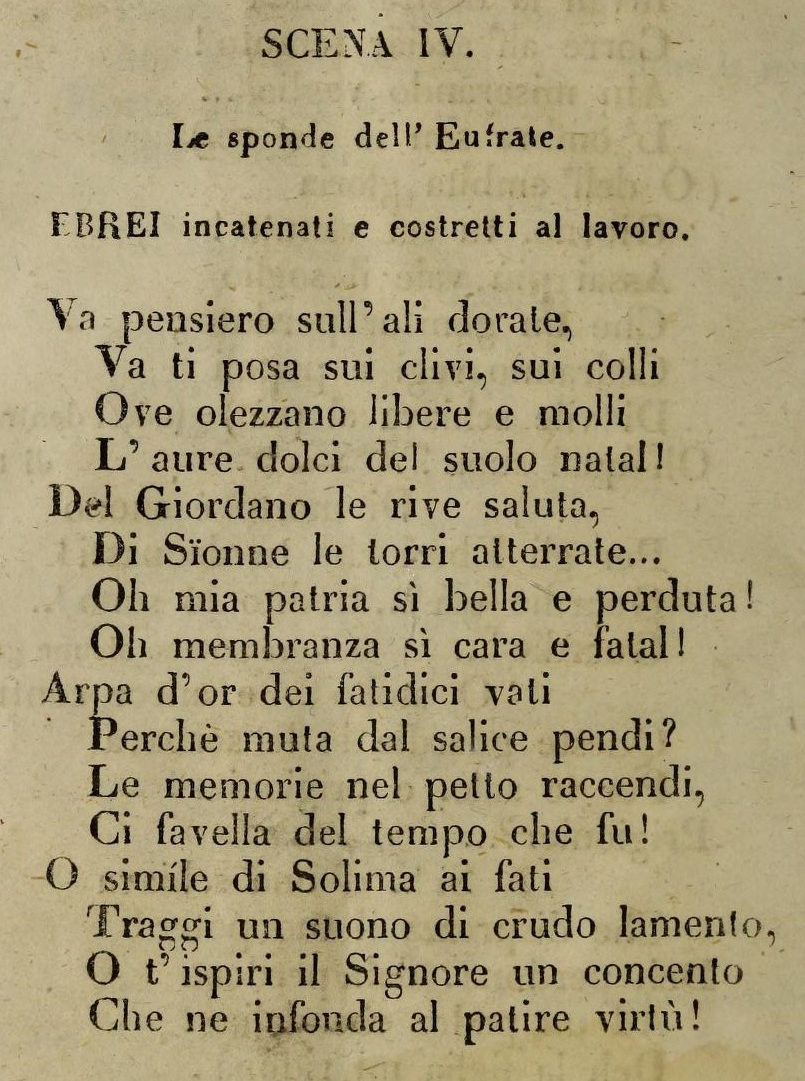
Originaler Textdruck im Opernlibretto Nabucodonosor von Temistocle Solera, Mailand 1842: „Dritter Teil, Szene IV., Ufer des Euphrat, Hebräer in Ketten und zur Arbeit gezwungen“

Das Lied Va, pensiero, sull’ali dorate („Flieg, Gedanke, auf goldenen Schwingen“, auch als Gefangenenchor oder Freiheitschor bezeichnet) ist ein Chorwerk aus dem dritten Akt der Oper Nabucco von Giuseppe Verdi. Das Libretto stammt von Temistocle Solera, der den Psalm 137 zum Vorbild nahm. Der Chor der Hebräer, die in Babylonien gefangen sind, beklagt die verlorene Heimat und ruft Jahweh um Hilfe an. Er gilt als berühmtester aller Verdi-Chöre.

## Entstehung und Rezeption
Nach Verdis eigenen Angaben schlug er auf der Suche nach einem neuen Opernstoff das Libretto von Nabucco zufällig auf der Seite des Va, pensiero auf und beschloss sofort, diesen Stoff zu vertonen. Die Eindringlichkeit der Musik, die patriotische Konnotation und die politische Nähe zur Sehnsucht des Risorgimento machten den Chor zu einer der beliebtesten Verdi-Kompositionen überhaupt und trugen wesentlich zum Erfolg der Nabucco-Premiere im März 1842 bei.
In Deutschland in der Zeit des Nationalsozialismus war Nabucco wegen des Stoffs aus der Geschichte Israels zunächst unerwünscht. 1940 schuf Julius Kapp eine „arisierte“ Fassung, in der er anstelle der Israeliten Ägypter auftreten ließ. Im Chor Va, pensiero ersetzte er den Jordan durch den Nil und Jerusalem/Zion durch Memphis. Diese NS-Verdeutschung des „Flieg, Gedanke, getragen von Sehnsucht …“ mit der Textzeile „Teure Heimat, wann seh ich dich wieder“ ist bis heute in Tonaufnahmen und im Internet verbreitet.
In Italien verwendet die separatistische Lega Nord Va, pensiero bei Parteiveranstaltungen und als Nationalhymne des Fantasiestaates Padanien. Während der COVID-19-Pandemie in Italien wurde Va, pensiero als Hommage an Sanitäter, Krankenpfleger und Ärzte von einem virtuellen Chor vertont.

## Text
Der Text erinnert an den von Sehnsucht getragenen Wunsch „L’Shana Haba’ah B’Yerushalayim“ (hebräisch für „nächstes Jahr in Jerusalem“) – das ferne Zion – am Ende jeder jüdischen Sederfeier oder am Versöhnungstag.

### Form
Soleras Gedicht hat einen für Opernlibretti ungewöhnlich anspruchsvollen Bau. Die vier Strophen aus je vier dreihebigen, anapästischen Zeilen folgen einem kompliziert verklammerten Reimschema, wobei die vier Strophenschlüsse männlich, alle anderen Zeilen weiblich reimen:
a–b–b–c

d–a–d–c

e–f–f–g

e–h–h–g
Verdis im Zwölf-Achtel-Takt ausschwingende Melodie zeichnet Rhythmus und Inhalt der Vorlage in kunstvoller Direktheit mit sparsam eingesetzten Melismen und Textwiederholungen nach.

### Wortlaut
| Italienisches Original | Übersetzung | Nachdichtung im Originalversmaß |
| --- | --- | --- |
| Va, pensiero, sull’ali dorate; va, ti posa sui clivi, sui colli, ove olezzano tepide e molli l’aure dolci del suolo natal! Del Giordano le rive saluta, di Sionne le torri atterrate… O mia patria sì bella e perduta! O membranza sì cara e fatal! Arpa d’or dei fatidici vati, perché muta dal salice pendi? Le memorie nel petto raccendi, ci favella del tempo che fu! O simile di Solima ai fati traggi un suono di crudo lamento, o t’ispiri il Signore un concento che ne infonda al patire virtù. | Flieg, Gedanke, auf goldenen Schwingen, lass dich nieder auf jenen Hängen und Hügeln, wo sanft und mild der wonnige Hauch der Heimaterde duftet. Grüße die Ufer des Jordan, die zerfallenen Türme Zions… O mein Vaterland, du schönes, verlorenes! O Erinnerung, du teure, verhängnisschwere! Goldene Harfe der Schicksalsverkünder, warum hängst du stumm am Weidenbaum? Entzünde neu die Erinnerung in den Herzen, sprich uns von den Tagen von einst! O passend zu den Schicksalen Jerusalems bring einen schmerzlichen Klageton hervor! Möge dir der Herr einen Klang eingeben, der Kraft zum Leiden verleiht. | Zieh, Gedanke, auf goldenen Schwingen, zieh und ruhe auf Fluren und Hügeln! Lass die Sehnsucht den Lauf dir beflügeln bis zu Zions Gebirge und Tal! Grüß die Ufer des Jordans, die schönen! Zu dem Tempel des Herrn mögst du dringen! Ach, die Heimat, nach der wir uns sehnen, grüß, Gedanke so süß und voll Qual! Goldne Harfe der göttlichen Seher, warum hängst du so stumm an der Weide? Schenke Hoffnung und Trost uns im Leide und erzähle von glorreicher Zeit. Auch vom Schicksal geschlagner Hebräer singe, Harfe, in klagenden Tönen. Mit dem Willen des Herrn zu versöhnen, schenk uns Hoffnung, zu tragen dies Leid! |

## Adaption
1997 veröffentlichte der italienische Popmusiker Zucchero eine zeitgenössische Adaption von „Va, pensiero“ als Single. Das Lied belegte unter anderem Platz 17 in den österreichischen und Platz 19 in den Schweizer Charts.